# Basílica de Santa Ludmila
La basílica de Santa Ludmila (en checo: Bazilika svaté Ludmily) es una iglesia católica de estilo neogótico erigida en Náměstí Míru (plaza de la Paz) en Vinohrady de Praga, construida en 1888-1892 según proyecto de Josef Mocker. Se nombra en honor de santa Ludmila de Bohemia. Es la más joven de las iglesias de Praga 2 y, al mismo tiempo, una de las más grandes. Está declarada como Monumento cultural de la República Checa (40211/1-1308). En agosto de 2022, la iglesia fue elevada a basílica menor por decisión del papa Francisco.
El interior del templo sobresale por sus vidrieras de colores vivos, por las pinturas y esculturas en las que participaron los artistas nacionales Josef Václav Myslbek, Josef Čapek y František Ženíšek.

## Historia

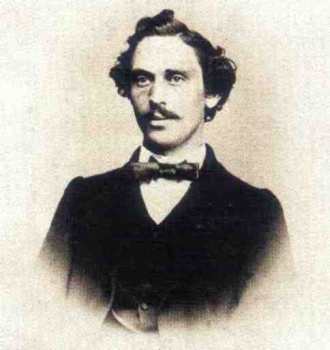
Josef Mocker (1835-1899) – arquitecto de la Iglesia de Santa Ludmila

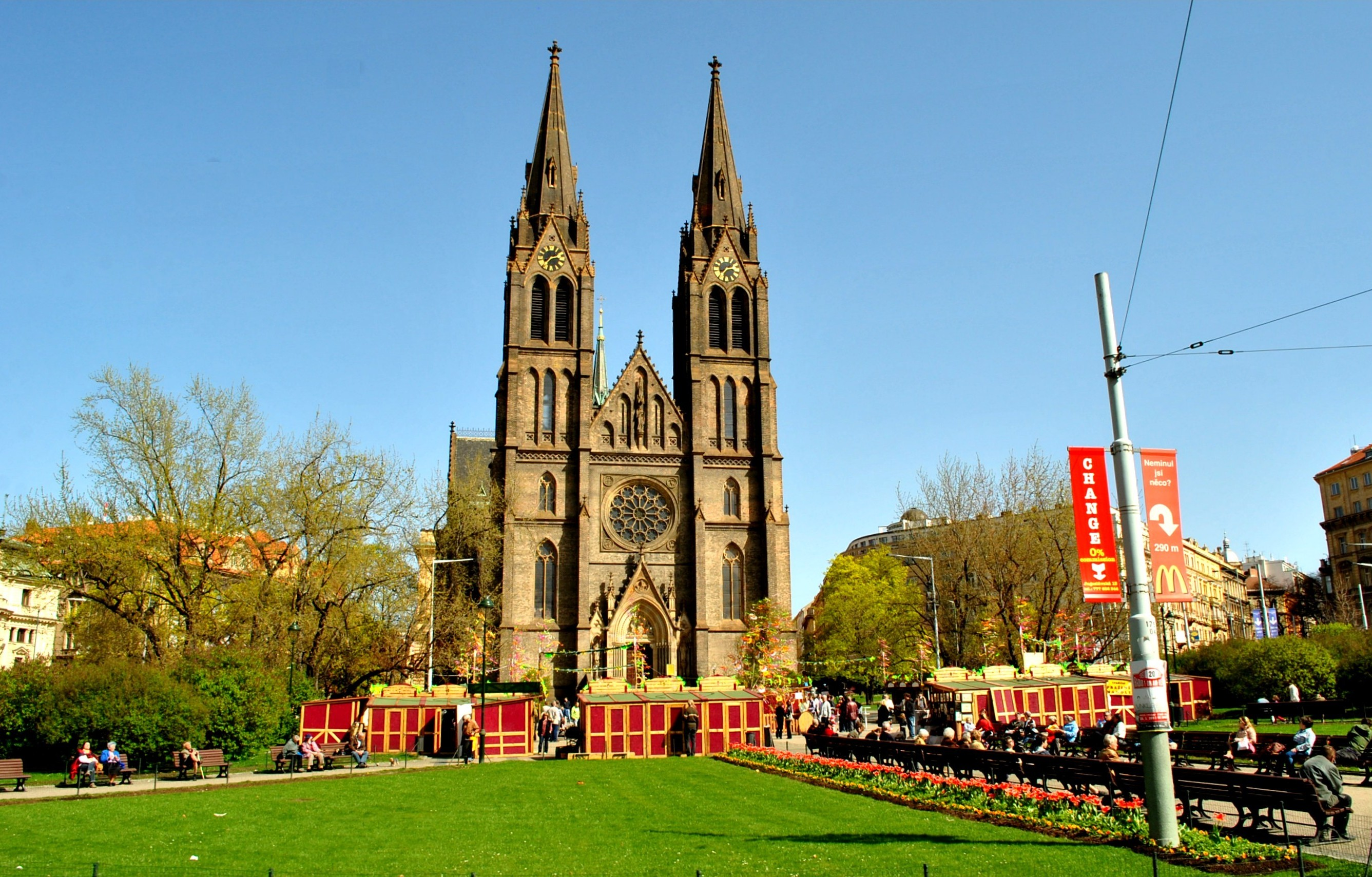
La basílica, en la Náměstí Míru (plaza de la Paz)

Vinohrady («Viñedos»), originalmente, un pequeño pueblo, fue promovido a ciudad en 1879 y su creciente población requirió la construcción de una nueva iglesia parroquial. El proyecto fue iniciado por el alcalde de Vinohrady, Václav Vlček, y la nueva parroquia se registró oficialmente el 1 de noviembre de 1884. Los viñedos se habían plantado cuidadosamente, por lo que se eligió un lugar en el centro de la plaza central para la iglesia, y el famoso arquitecto Josef Mocker recibió el encargo de elaborar los planos. 
La primera piedra de la iglesia se colocó el 25 de noviembre de 1888, y la construcción continuó hasta 1892 de acuerdo con los planos del arquitecto  Josef Mocker, que estuvo representado en el edificio por František Mikš (1852-1924).  Artistas famosos de la época participaron en su decoración. La iglesia fue consagrada solemnemente el domingo 8 de octubre de 1893, su mobiliario continuó en el siglo XX (por ejemplo, la ejecución del altar mayor se encargó en 1902).
Desde 1974, la iglesia estuvo cerrada durante mucho tiempo, primero debido a la construcción del Metro de Praga y luego debido a su reconstrucción (1974-1992). En 1980, comenzó su gran reconstrucción, que se diseñó para unos 20 años. En diciembre de 1984, se completó la restauración de la nave sur, en la que se reanudó temporalmente en un entorno improvisado el servicio de la Misa. El 16 de septiembre de 1992, el día de la veneración de Santa Ludmila, todo el templo fue reabierto en la solemne ceremonia de consagración del nuevo altar, celebrada por el cardenal Miloslav Vlk. El 3 de septiembre de 1993, las campanas volvieron a sonar en las torres de la iglesia.
En la actualidad, a menudo se llevan a cabo frente al templo las fiestas de Navidad y de Pascua, conciertos al aire libre y ventas de caridad. Desde 2013,  se han proyectado todos los años en octubre espectáculos de video mapping sobre la iglesia durante el festival Signal. El templo está abierto a los visitantes todos los días, desde lunes a sábado entre 11 y 16 horas y el domingo entre 8:30 y 12:00 y 15:30–17:30.

## Descripción

### Exterior

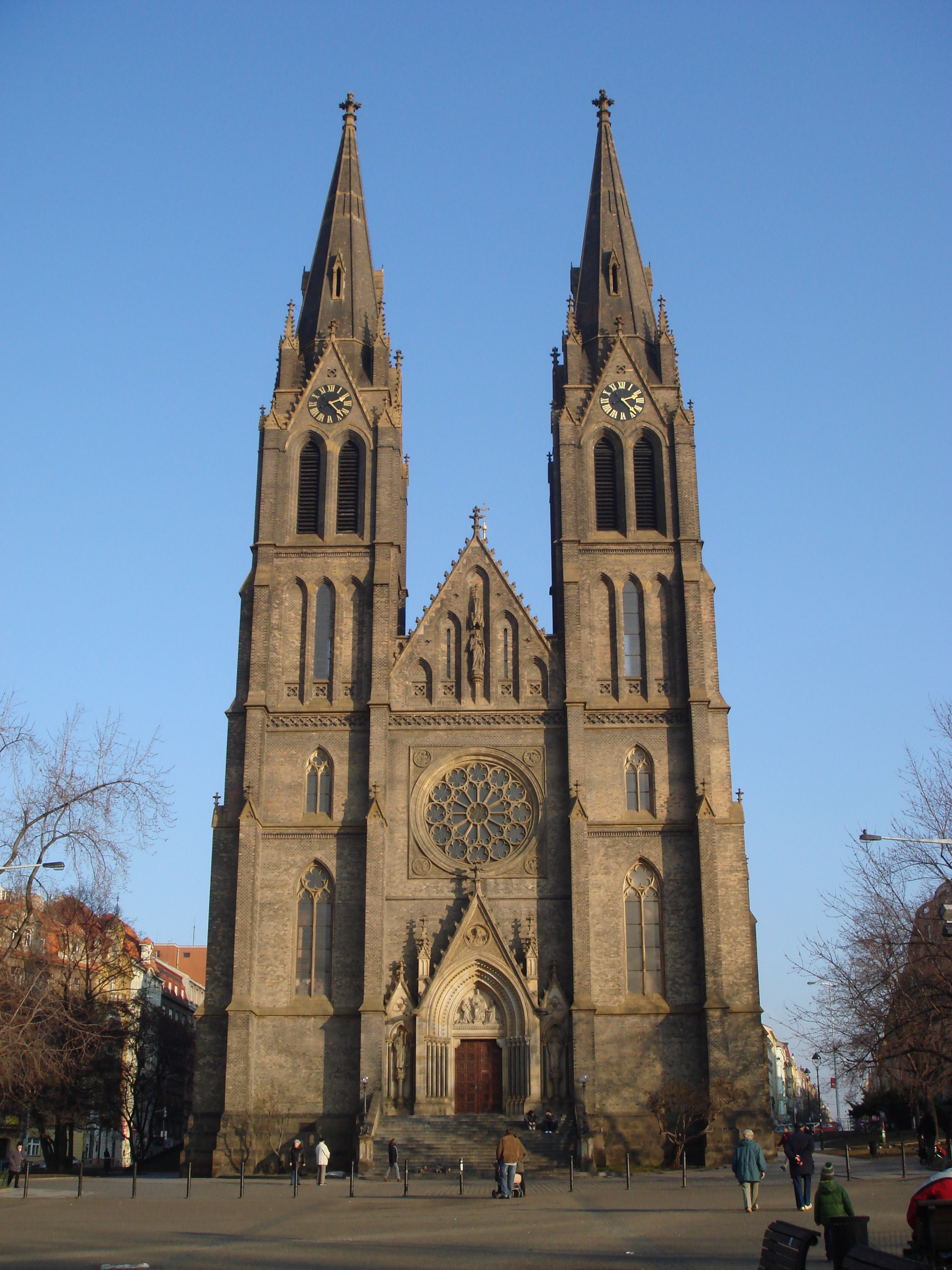
La fachada neogótica del templo.

La iglesia de san Ludmila es una basílica de ladrillo de tres naves con una nave transversal en forma de cruz, en la que se disponen en diagonal cuatro entradas en forma de portales. Dos esbeltas torres prismáticas de 60,5 m de altura —con campanas y un alto gablete con portal sobre la entrada principal con esculturas.— encuadran la fachada occidental, que forma la característica dominante no solo de náměstí Míru, sino de toda la calle Jugoslávská. Las torres tienen cinco plantas de altura desigual; la segunda tiene la misma altura que las torres laterales, la tercera como los muros de la nave principal, la cuarta como la cresta del techo de la nave principal. Las campanas se encuentran en la quinta planta que está rematadas por esbletos techos piramidales octogonales. Hay 2 campanas en cada torre. Las torres enmarcan la fachada con un aguilón alto, una roseta, un portal de retiro y una escalera masiva. Para una rica pintura y escultura. Dos docenas de artistas famosos de la época participaron en la decoración. El tímpano sobre el portal central de entrada fue decorado por el escultor  Josef Václav Myslbek. Este relieve representa la bendición de Cristo, que se encuentra entre santa Ludmila y san Wenceslao En los nichos a los lados del portal principal hay estatuas de san Procopio y San Adalberto Las lámparas eléctricas en las escaleras fueron suministradas por František Křižík.

### Interior

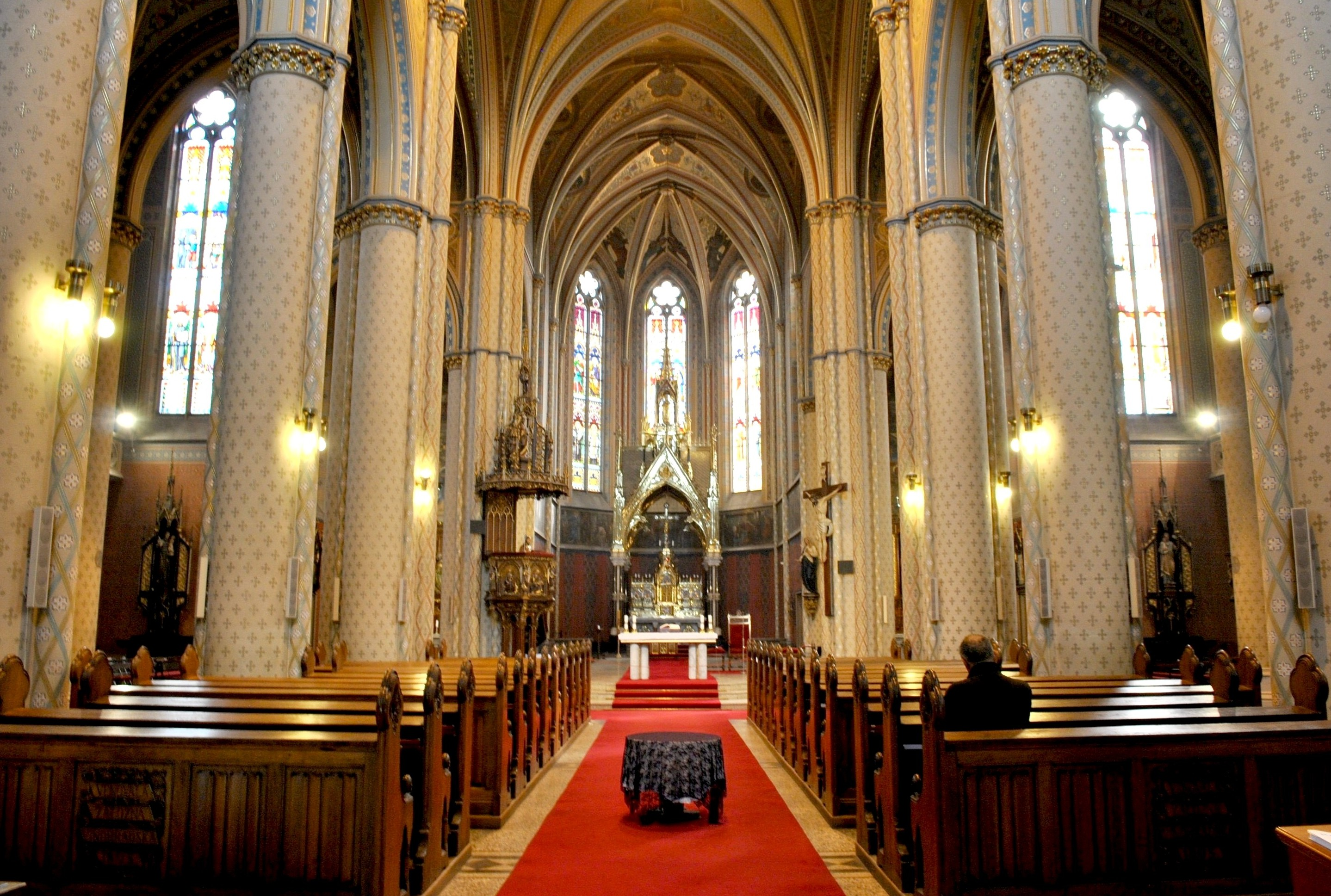
Interior de la iglesia, con el altar mayor

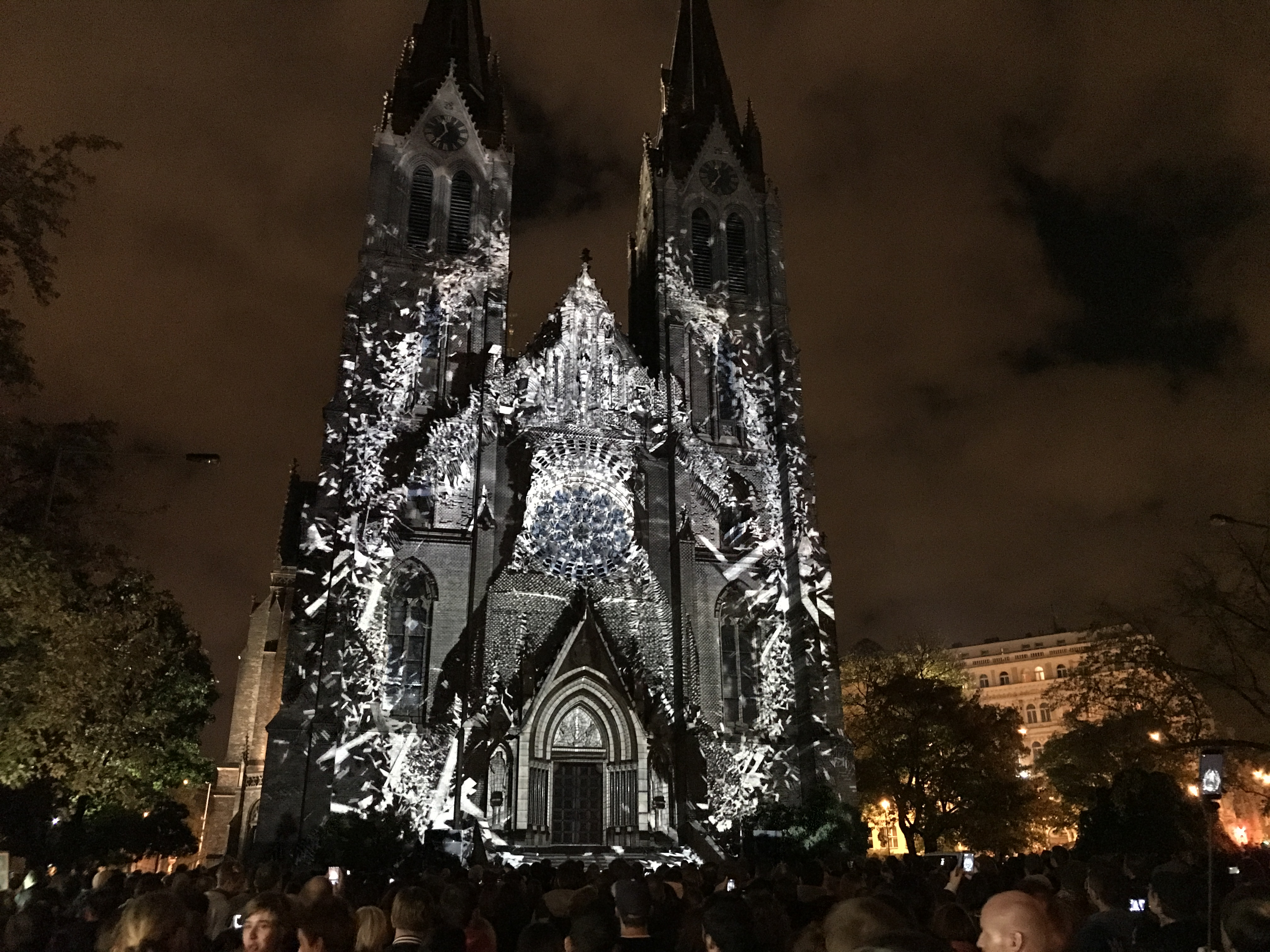
Iglesia de santa Ludmila durante el festival Signal, con espectáculos de video mapping

Las estatuas de los apóstoles en los escudos de las naves fueron creadas por los escultores Antonín Procházka, František Hergesel, Ludvík Šimek y Bernard Otto Seeling. Posteriormente, Jan Kastner añadió y ejecutó los altares laterales de estilo Art Nouveau, y luego diseñó y ejecutó un paseo con Štěpán Zálešák. Las pinturas decorativas de pared fueron hechas por Jan Jobst. Las pinturas murales en la nave principal representan un ciclo de figuras de mecenas checos y la bóveda del presbiterio está decorada con medallones de santos. En el extremo este de la nave norte hay escenas de la vida de la Virgen María y en el extremo este de la nave sur hay escenas de la vida de los santos Cirilo y Metodio. El color del interior es causado principalmente por la luz que penetra por las vidrieras de colores.. Estas fueron creadas de acuerdo con los cartones originales de los pintores nacionales František Sequens, Adolf Liebscher, František Urban y František Ženíšek. El arquitecto Josef Zika diseñó el púlpito, su decoración escultórica fue realizada por Antonín Procházka.

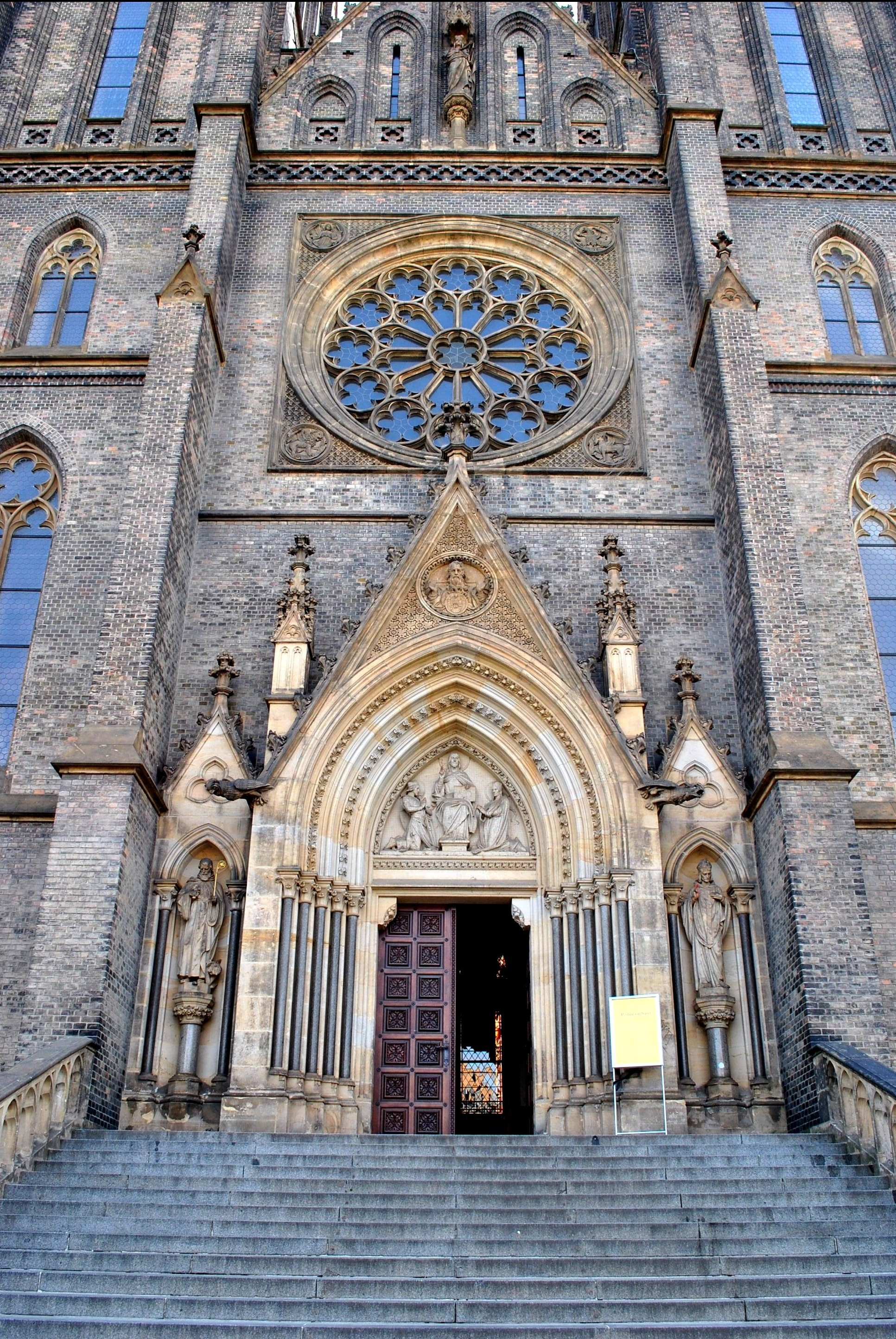
Detalle del portal
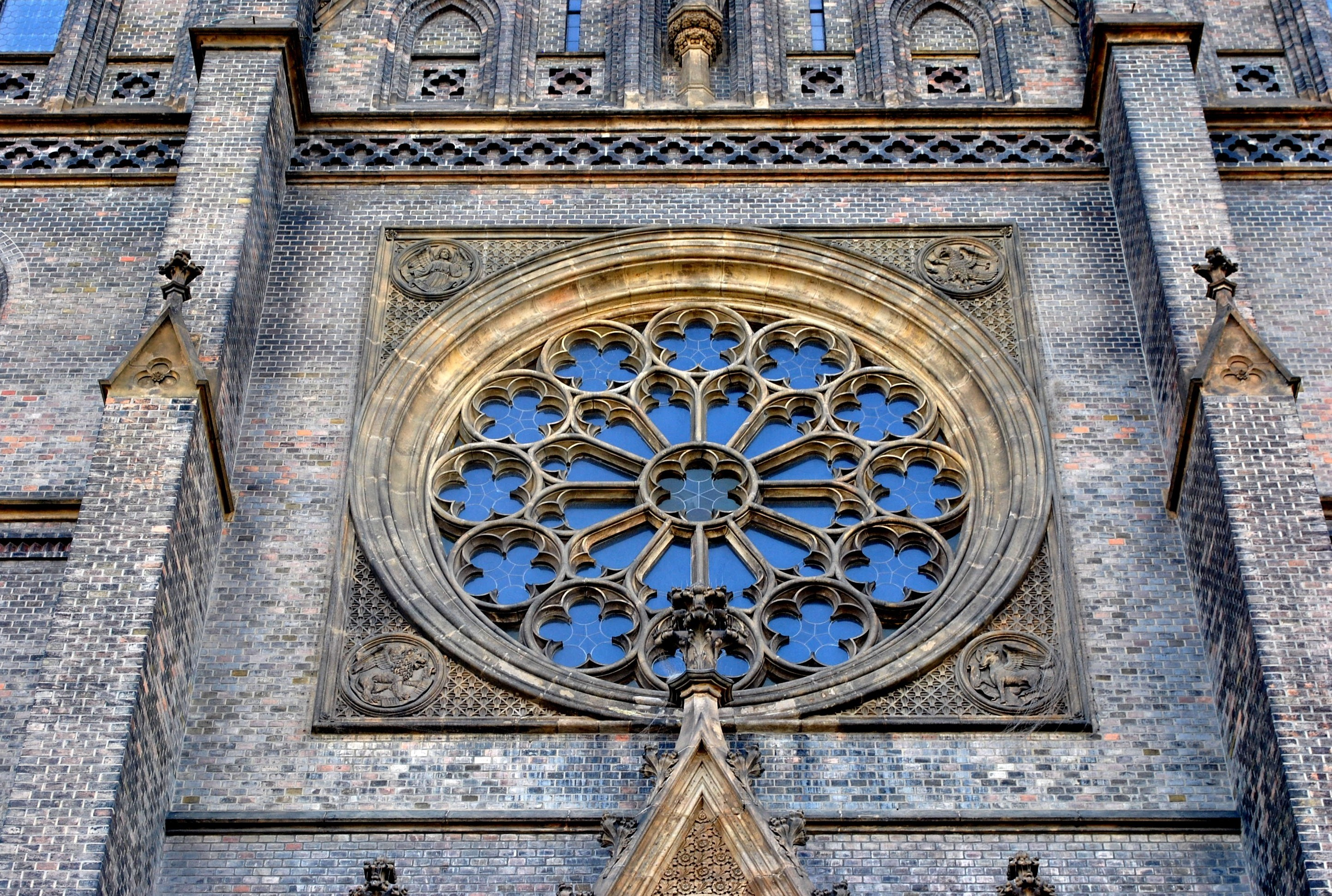
Detalle del rosetón de la fachada principal con los símbolos de los cuatro evangelistas
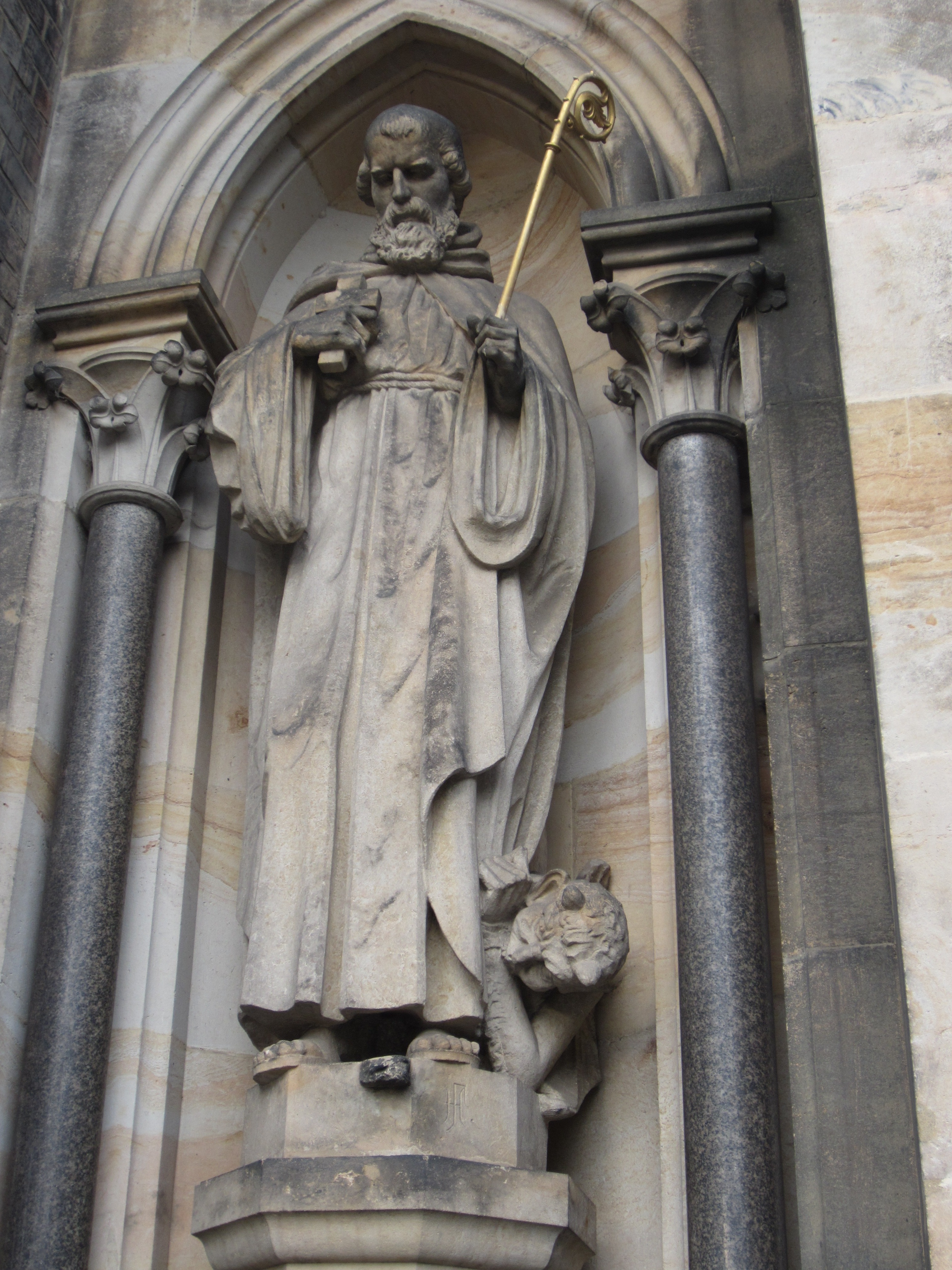
Estatua de San Procopio en un nicho en la entrada principal del templo
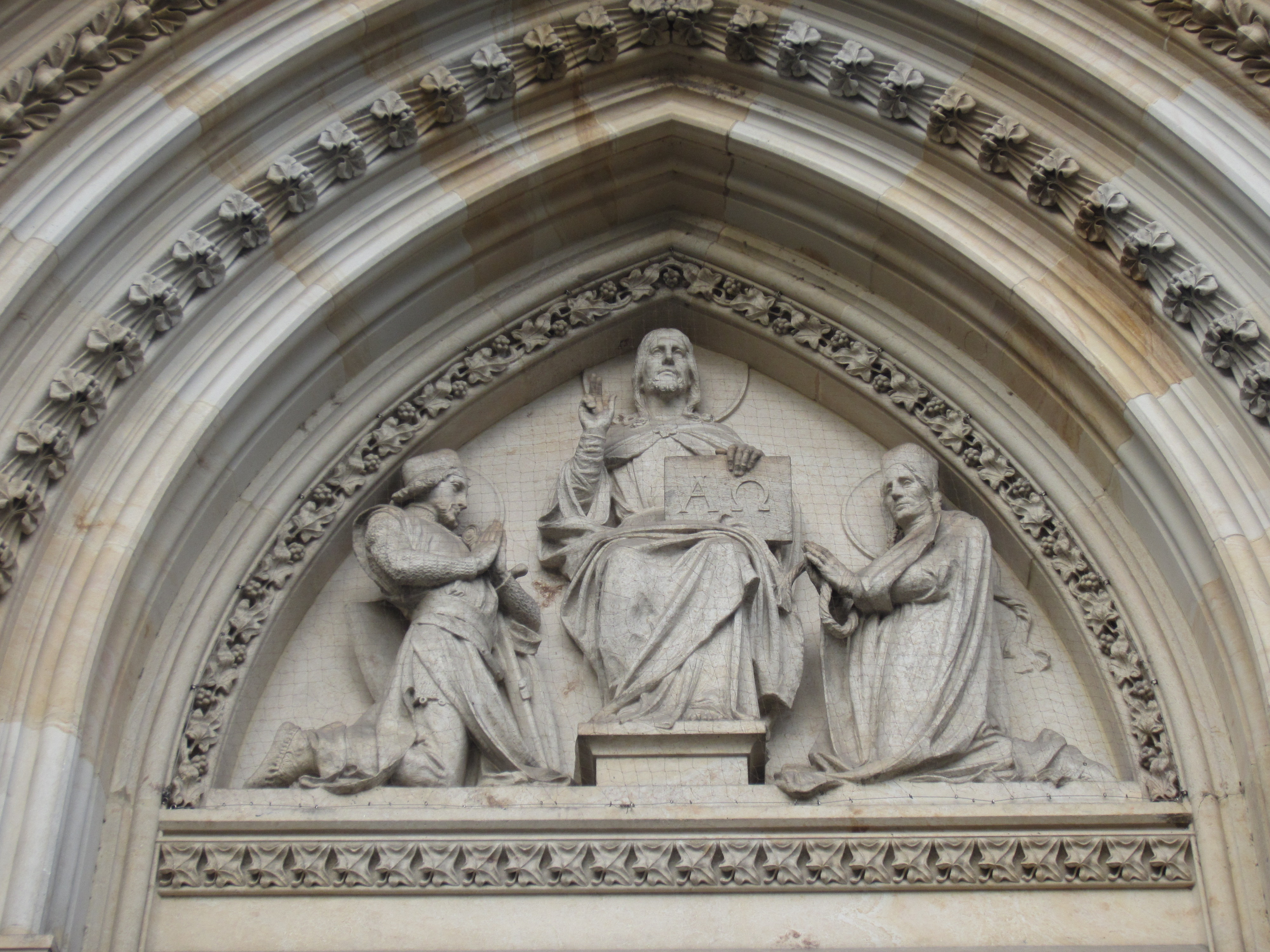
Tímpano sobre la entrada principal: Cristo bendiciendo a san Wenceslao y santa Ludmila, obra de Josef Vaclav Myslbek
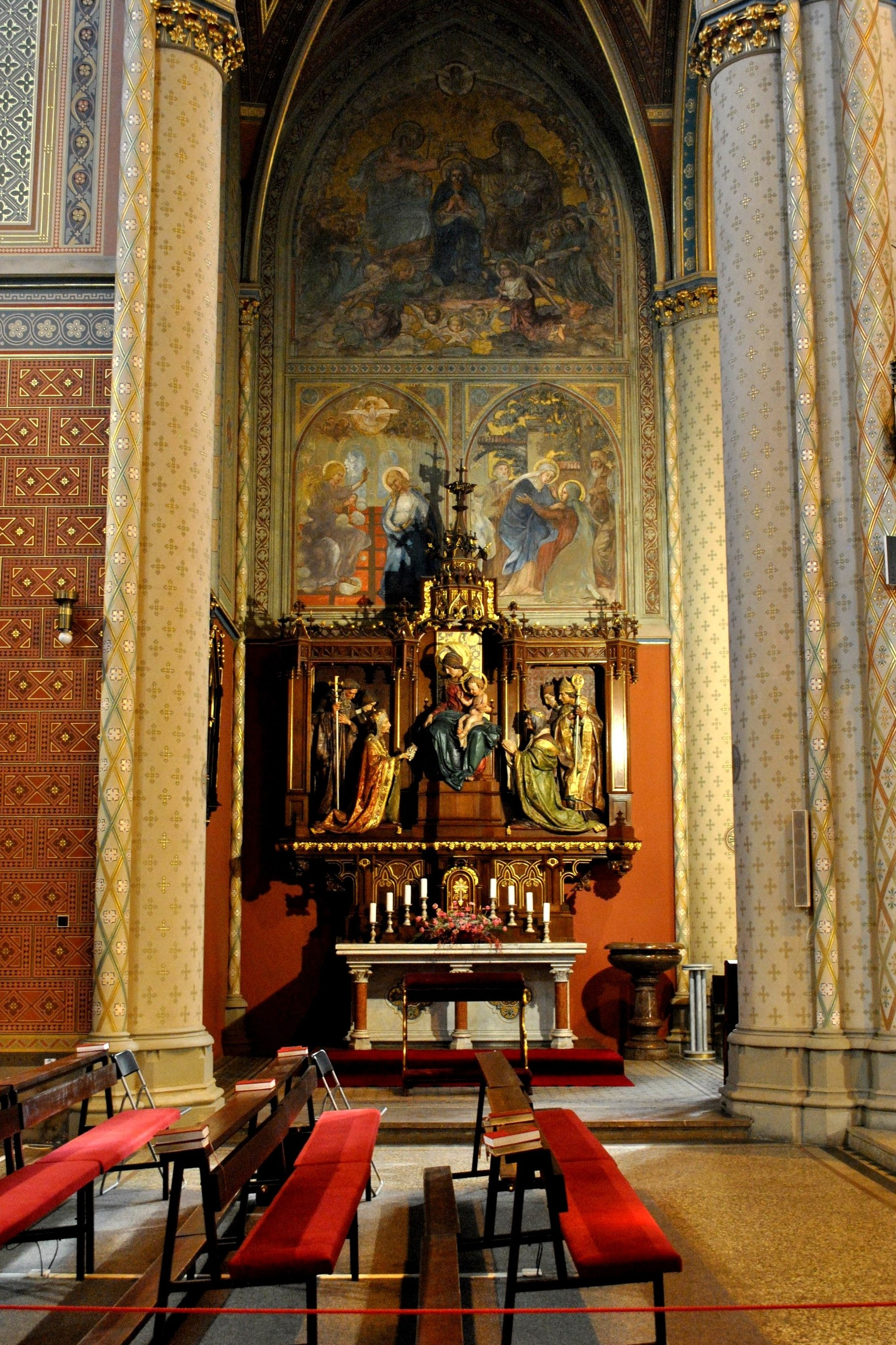
Altar lateral de la Virgen María y seis santos. Mecenas checos
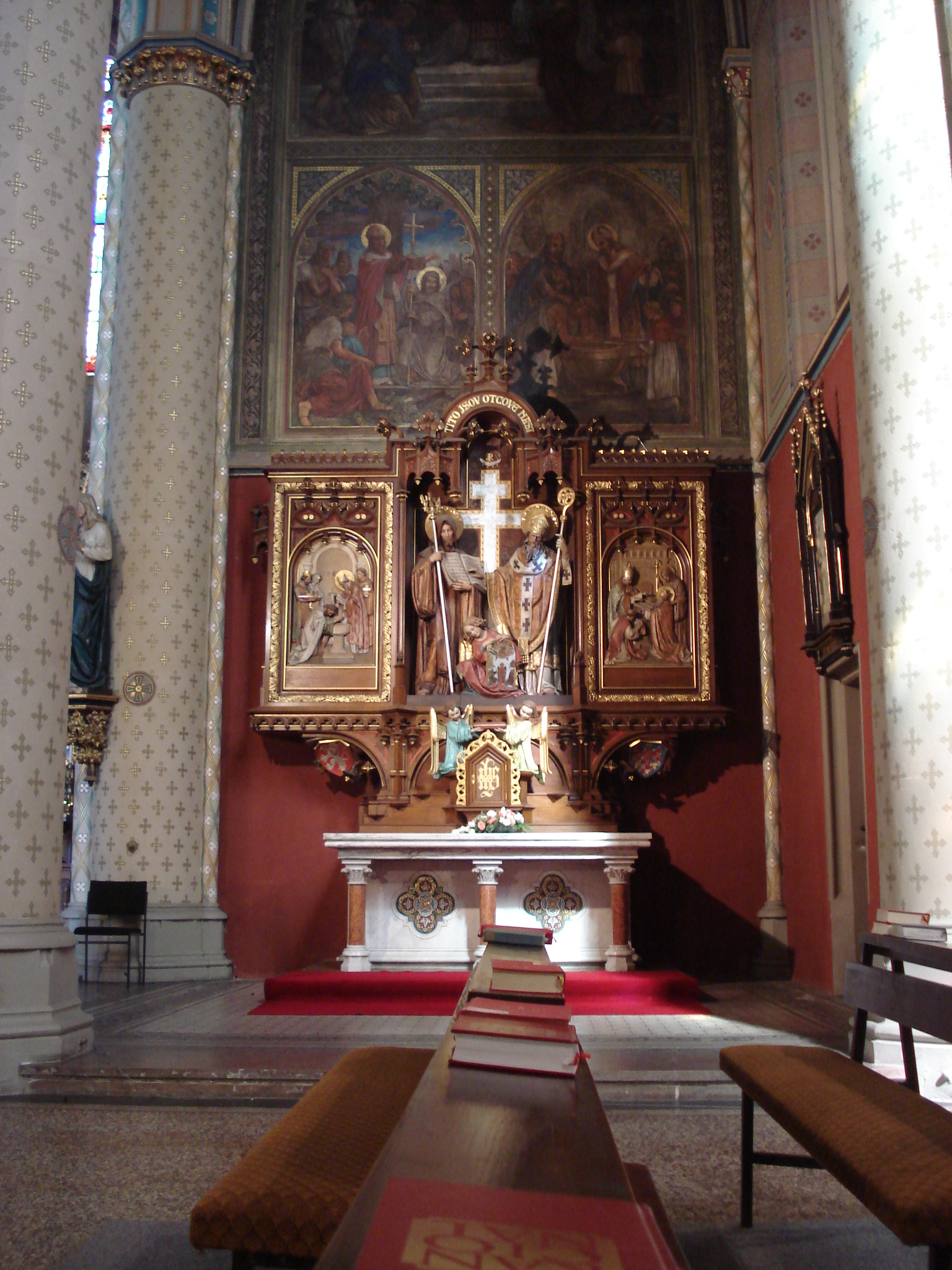
Altar lateral, santos Cirilo y Metodio